# Fältskärns berättelser
Fältskärns berättelser (5 cykler, 1853–1867) är en serie historiska berättelser av den finlandssvenske författaren Zacharias Topelius.

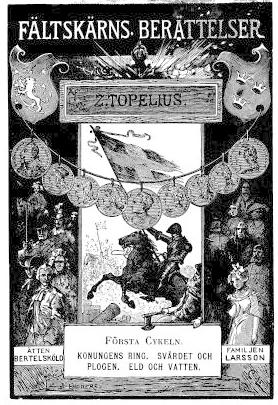
Bonniers utgåva 1899, illustrerad av Carl Larsson och Albert Edelfelt

Verket är ett av de främsta bland Topelius många romantiskt historiska verk. Han började med kortare historiska "skisser" skrivna i en ledig stil med historiskt innehåll, publicerade i Helsingfors Tidningar. Eftersom dessa blev mycket populära började han serien om Fältskärn i samma tidning.
Fältskärns berättelser berättar Sveriges och Finlands historia från 1631 till 1772 ur adelsfamiljen Bertelskölds och bonde- och köpmannafamiljen Larssons synvinkel.
Alla berättelserna publicerades först i Helsingfors tidningar 1851–1866, utgavs i bokform 1853–1867 och har sedan dess utgivits i många upplagor på flera språk. Verket tillhör de verkliga klassikerna.
En fältskär var en yrkestitel för en kirurg i militära förband.

## Innehåll
Fältskärns berättelser är indelad i cykler. Varje cykel består av en eller flera berättelser (listade nedan).
| Första cykeln.                                          | Andra cykeln.                                    | Tredje cykeln.                                |
| ------------------------------------------------------- | ------------------------------------------------ | --------------------------------------------- |
| - Konungens ring - Svärdet och plogen - Eld och vatten. | - Rebell mot sin lycka - Häxan - Majniemi slott. | - De blå - Flyktingen - Skuggan af ett namn.  |
| Fjärde cykeln. 1.                                       | Fjärde cykeln. 2.                                | Femte cykeln.                                 |
| - Ödemarkernas vår - Borgarekungen                      | - Prinsessan af Vasa                             | - Fritänkaren - Aftonstormar - Morgonljusning |

### Första cykeln
| Nr  | Novell                             | Kommentar                                                                       |
| --- | ---------------------------------- | ------------------------------------------------------------------------------- |
| 0   | Företal                            | Fältskärns person och lefverne                                                  |
| a   | Fältskärns första berättelse       | Fältskärns första berättelse                                                    |
| b   | Konungens ring                     | Konungens ring                                                                  |
| b1  | Slaget vid Breitenfeld             | 7 september 1631 ur svensk synpunkt                                             |
| b2  | Ädlingen utan namn                 | 8 september 1631                                                                |
| b3  | Fröken Regina                      | Oktober 1631, biskopsdottern Regina von Emmeritz                                |
| b4  | Fröken Reginas ed                  | Nästa dag                                                                       |
| b5  | Judith och Holofernes              | slottet Marienburg intaget, grefven af Lichtenstein och fröken Regina är fångar |
| b6  | Finnarne vid Lech                  |                                                                                 |
| b7  | Nya äfventyr                       | Landshut i det inre af Bajern                                                   |
| b8  | Nürnberg och Lützen                | Gustav II Adolfs död i slaget vid Lützen                                        |
| c   | Svärdet och plogen                 | Svärdet och plogen                                                              |
| c1  | En man från klubbekriget           | klubbekriget                                                                    |
| c2  | Han blyges för bondenamnet         | 145                                                                             |
| c3  | Söderländskan i norden             | 157                                                                             |
| c4  | Bonden, borgaren och soldaten      | 166                                                                             |
| c5  | Fröken Regina kommer till Korsholm | Korsholm                                                                        |
| c6  | Söderns och nordens kärlek         | med ett par dikter                                                              |
| c7  | Korsholms belägring                | 188                                                                             |
| d   | Eld och vatten.                    | Eld och vatten.                                                                 |
| d1  | Ett byte från slagfältet           | 215                                                                             |
| d2  | Två gamla bekanta                  | 225                                                                             |
| d3  | Skattkammaren                      | 231                                                                             |
| d4  | Hertig Bernhard och Bertel         | 244                                                                             |
| d5  | Hat och kärlek försonas            | 250                                                                             |
| d6  | Slaget vid Nördlingen              | 261                                                                             |
| d7  | Den förlorade sonen                | 268                                                                             |
| d8  | Rymmerskan                         | 275                                                                             |
| d9  | Don Quixote af Mancha              | 285                                                                             |
| d10 | Kajaneborg                         | 294                                                                             |
| d11 | Statsfången                        | 301                                                                             |
| d12 | Frestaren                          | 311                                                                             |
| d13 | Abe, male spiritus                 | 319                                                                             |
| d14 | Helgonens dom                      | 326                                                                             |
| d15 | Bertel och Regina                  | 330                                                                             |

### Andra cykeln
| Nr  | Novell                     | Kommentar            |
| --- | -------------------------- | -------------------- |
| a   | Rebell mot sin lycka       | Rebell mot sin lycka |
| a1  | Den första kärleken        |                      |
| a2  | Svarta Janes koja          |                      |
| a3  | Majniemi slott             | Majniemi slott       |
| a4  | Mäster Adam                |                      |
| a5  | Nattliga uppträden         |                      |
| a6  | Slaget vid Warschau        |                      |
| a7  | Grefve Gustaf Bertelsköld  | Gustaf Bertelsköld   |
| a8  | Mened förlamar lyckan      |                      |
| a9  | Den andra kärleken         |                      |
| a10 | Lilla Bält                 |                      |
| b   | Häxan                      | Häxan                |
| b1  | Kung Carls jagt            |                      |
| b2  | Prinsessan och prästfrun   |                      |
| b3  | De två från fordom         |                      |
| b4  | Slutet af kung Carls jagt  |                      |
| b5  | Barnen i Blåkulla          |                      |
| b6  | Vattuprofvet               |                      |
| b7  | Rannsakningen              |                      |
| b8  | Erstans vågor              |                      |
| c   | Majniemi slott             | Majniemi slott       |
| c1  | Förvaltaren                |                      |
| c2  | Hofmästaren                |                      |
| c3  | Familjen Bertelsköld       |                      |
| c4  | Fester och faror           |                      |
| c5  | Slåtterölet                |                      |
| c6  | En objuden gäst            |                      |
| c7  | Reduktionen                |                      |
| c8  | Den otrogne tjenaren       |                      |
| c9  | Björnjagten                |                      |
| c10 | Kronofogden                |                      |
| c11 | Stora hungersnöden         |                      |
| c12 | Familjen Larsson           |                      |
| c13 | Veteranen från Breitenfeld |                      |
| c14 | Majniemi slott             |                      |
| c15 | Konungens ring             |                      |

### Tredje cykeln
| Nr  | Novell                                                   | Kommentar                  |
| --- | -------------------------------------------------------- | -------------------------- |
| a   | De blå                                                   | De blå                     |
| a1  | Lejonet sofver                                           |                            |
| a2  | Lejonet vaknar                                           |                            |
| a3  | Huru lejonet begynner att jaga                           |                            |
| a4  | Aurora Königsmark                                        |                            |
| a5  | Rex Regi Rebellis                                        |                            |
| a6  | Bref från Ebba Bertelsköld till Gustaf Adolf Bertelsköld |                            |
| a7  | Jagten vid Liebeverda                                    |                            |
| a8  | Aftonen före Pultava                                     |                            |
| a9  | Pultavas sjunkande sol                                   |                            |
| b   | Flyktingen                                               | Flyktingen                 |
| b1  | Studenterne tåga i fält                                  |                            |
| b2  | Stora ofredens Klingspor                                 |                            |
| b3  | Pesten 1710                                              |                            |
| b4  | Högkvarteret vid Borgå                                   |                            |
| b5  | Partigångarne vid gränsen                                |                            |
| b6  | Örnjagten                                                |                            |
| b7  | Majniemi slott                                           |                            |
| b8  | Slaget vid Storkyro                                      | Slaget vid Storkyro (1714) |
| c   | Skuggan af ett namn.                                     | Skuggan af ett namn.       |
| c1  | Riksdagsklubben                                          |                            |
| c2  | Diplomatens krigsförklaring                              |                            |
| c3  | Flyktingarne                                             |                            |
| c4  | Karolinen                                                |                            |
| c5  | Hattarna af!                                             |                            |
| c6  | Budbäraren från Finland                                  |                            |
| c7  | Segrarnas bok                                            |                            |
| c8  | Det oskrifna bladet i segrarnas bok                      |                            |
| c9  | När lejonet återvände från jagten                        |                            |
| c10 | Mötet vid Stralsund                                      |                            |
| c11 | En audiens hos Carl XII                                  |                            |
| c12 | Ett besök i Finland 1715                                 |                            |
| c13 | Holländarne i Österbotten 1715                           |                            |
| c14 | Kajaneborg                                               |                            |
| c15 | I amazonernas land                                       |                            |
| c16 | När Finlands sista fäste föll                            |                            |
| c17 | Mullvadsgångar vid foten af en koloss                    |                            |
| c18 | En mönstring och ett möte                                |                            |
| c19 | Konungens ring                                           |                            |
| c20 | Skuggan af ett namn                                      |                            |

### Fjärde cykeln
| Nr  | Novell | Kommentar |
| --- | --- | --- |
| a   | Ödemarkernas vår | Ödemarkernas vår |
| a1  | Freden i Nystad | |
| a2  | Vid Nystads hamn | |
| a3  | Tre flyktingar | |
| a4  | Höststormarna 1721 | |
| a5  | Ett fälttåg vid Raumo | |
| a6  | En decemberdag i Vasa | Hösten 1721, om stadens skick och händelserna under Stora ofreden. Vasaborna väntar på Österbottens nya landshövding Reinhold Wilhelm von Essen. |
| a7  | Familjen Larsson | |
| a8  | Flyktingarne i ödemarken | |
| a9  | Vinter- och vårdagar | |
| a10 | Fribytarens jagt | |
| a11 | Diplomaten och hans samvete | |
| a12 | Samvetet tystnar | |
| a13 | "Lappland är återfunnet" | |
| a14 | Fortsättning af fribytarens jagt | |
| a15 | Jupiter och Juno | |
| a16 | Junos hämnd | |
| a17 | Våren 1722 | |
| b   | Borgarekungen | Borgarekungen |
| b1  | Riksdagsvalet | Riksdagsvalet 1738. Ett besök hos Österbottens landshövding Carl Frölich i residenset på Korsholms vallar. Borgarekungen Lars Larsson och Frölich dryftar politik. Larsson blir vald till Vasa stads riksdagsman. |
| b2  | Majridten | Korsholms vallar som kuliss för skolpojkarnas hjältelekar. Ester Larsson leker ta fatt, flyr upp på främmande häst som rusar i väg med henne. Hästägaren |
| b3  | Grefven och borgareflickan | Greve Carl Victor Bertelsköld anländer till sin onkel landshövding Frölich på Korsholm. Det är hans häst Ester Larsson har ridit. Om Esters och greve Bertelskölds möte. |
| b4  | Fiskal Spolin | |
| b5  | Penningefursten | |
| b6  | En utflykt år 1738 | |
| b7  | Fällan på Lillkyro prästgård | |
| b8  | Äfventyr i fredstid | |
| b9  | Dimdrottningens strumpeband | Carl Victor Bertelsköld och Istvan söker efter den försvunna hästen i Lillkyro skog. De hittar ett strumpeband vid hästens spår, och senare hästen med pojken Jaako på ryggen. Jaako intygar att han tog hästen för att en flicka skulle kunna rida hem. |
| b10 | Jättekumlet i skogen | |
| b11 | Vid Vasa hamn | |
| b12 | Esters upptäckter | |
| b13 | Slut på äfventyret i Lillkyro skog | |
| b14 | Istvans äfventyr | |
| b15 | På Bertila gård | |
| b16 | I statsmannens kabinett | |
| b17 | Spindeln och gräshoppan | |
| b18 | Ett möte på skridskor | |
| b19 | Lektioner på harpa | |
| b20 | Trådarna af en politisk intrig | |
| b21 | En vindskammare vid Västerlånggatan | |
| b22 | Maskraden | |
| b23 | Samma natt | |
| b24 | Försåtliga planer | |
| b25 | Far och dotter | |
| b26 | Följderna af en promenad till häst | |
| b27 | Minorna börja springa | |
| b28 | Grefve Horns fall | |
| b29 | Ester Larssons flykt | |
| b30 | Gamla bekanta | |
| b31 | Stora minan springer | |
| b32 | Bref från grefvinnan Eva Bertelsköld, född Falkenberg till hennes son, löjtnanten vid fortifikationskåren, grefve Carl Victor Bertelsköld | |
| b33 | En afton på Falkby | |
| b34 | En gäst på Falkby | |
| b35 | Seklernas arf | |
| b36 | Konungens ring | |
| b37 | Halftannat år senare | |
| c   | Prinsessan af Vasa | Prinsessan af Vasa |
| c1  | Blommorna i Hammarby | |
| c2  | Linné och hans disciplar | |
| c3  | En afton på Hammarby | |
| c4  | Ett bref, ett namn, ett valspråk | |
| c5  | Fjäriljägaren | |
| c6  | Erik Ljung får inträde vid hofvet | |
| c7  | Vid svarfstolen och i förmaket | |
| c8  | Strider om makten | |
| c9  | Kungens elev | |
| c10 | 10. Ett nytt äfventyr och en gammal bekant                                                                                                | |
| c11 | Festen i Kina | |
| c12 | En drottnings politik | |
| c13 | Den farlige kinesen i Kina | |
| c14 | Kapten Neptunus Gast | |
| c15 | Sjöman Långviks berättelse | |
| c16 | Konung Adolf Fredrik i Finland | |
| c17 | Två kungars dag | Österbottens landshövding Gustaf Abraham Piper väntar på besök av kung Adolf Fredrik i residenset på Korsholms vallar. Borgarekungen Lars Larsson fyller samtidigt år och hans släkt är samlad. |
| c18 | Konung Davids adertonde psalm | |
| c19 | Släktförbundet | |
| c20 | Tre friare | Vasaborna väntar på konungens ankomst Vasa. Kapten Gast försöker få Ester Larsson att acceptera hans frieri, hon hånar honom med att lova säga jag om han klarar en omöjlig uppgift. Landshövding Piper anländer till sitt residens på Korsholm tillsammans med Carl Victor Bertelsköld. Bertelsköld ser Ester Larsson bland folket och lovar endast döden därefter ska skilja dem åt. Ester tar detta som ett hån - han är ju redan gift. Kapten Gast klarar Esters omöjliga uppgift. |
| c21 | Förlofningen | Ester Larsson accepterar förlovning med Benjamin Bertila. Han vill bjuda sin gamle herre och räddare greve Bertelsköld på bröllopet och bedyrar sin trohet till honom. Kapten Gast anhåller om Esters hand, men får veta att hon redan är förlovad. |
| c22 | Kapten Gasts berättelse | |
| c23 | Mötet i trädgården | |
| c24 | Kärlekens Debet och Kredit | |
| c25 | På Brändö redd | |
| c26 | Mera om konungens svit och resa | |
| c27 | Kungens ankomst och prostens tal | Kung Adolf Fredriks ankomst till Vasa. Kungen ser Erik Ljung och uppmanar honom att kontakta honom senare. |
| c28 | Vid Korsholms vallar | Kungen är inkvarterad i landshövdingens residens på Korsholms vallar. Benjamin Bertila och kapten Gast diskuterar Ester Larssons samtal om att resa sin väg med en främmande herre. Bertelsköld går över vallarna mot Larssons hus, då Bertila hoppar på honom. Innan Bertila känner igenom honom har Bertelsköld fallit ner för vallarna och brutit benet. |
| c29 | Erik Ljung i kungens kök | Erik Ljung levererar en gädda till köket inför kungens middag. Kocken hittar en ring i gäddans mage, men avfärdar den eftersom den bara är gjord av koppar. Erik Ljung får behålla ringen. |
| c30 | Solglimtar genom moln | |
| c31 | Husaren, gymnasisten och borgarekungen | |
| c32 | En djurtämjerska | |
| c33 | Erik Ljung hos kungen | Audiens hos Kung Adolf Fredrik i landshövdingens residens på Korsholms vallar. Erik Ljung får tillträde och berättar om sina äventyr. |
| c34 | Audienser hos kungen | |
| c35 | Kungsdagens krönika | |
| c36 | Riksens och borgerskapets majestäter | |
| c37 | Två bref | |
| c38 | Prinsessan af Vasa | |

### Femte cykeln
| Nr  | Novell                                   | Kommentar      |
| --- | ---------------------------------------- | -------------- |
| a   | Fritänkaren                              | Fritänkaren    |
| a1  | Doktor Martin                            | 14             |
| a2  | Lifsgnistan                              | 18             |
| a3  | Surutoin                                 | 25             |
| a4  | Återblick på gamla vänner                | 30             |
| a5  | Fostersonen                              | 37             |
| a6  | Stormiga tankar                          | 41             |
| a7  | Förbrytaren och hans domare              | 47             |
| a8  | Stjärnor af första och andra ordningen   | 53             |
| a9  | Den glänsande kulan                      | 61             |
| a10 | 10. Konsten att göra guld                | 68             |
| a11 | En ung bankir och en gammal student      | 73             |
| a12 | De fyra riksstånden och en gammal bekant | 79             |
| a13 | Lars Larsson den yngre                   | 85             |
| a14 | Guldet frestar                           | 90             |
| a15 | En akademisk disputation                 | 96             |
| a16 | Publik skandal                           | 101            |
| a17 | Aurora-sällskapet                        | 107            |
| a18 | Biskop Mennander                         | 114            |
| a19 | Sorger uti det sorgfria                  | 120            |
| a20 | Själahandlaren                           | 125            |
| a21 | Olika lofsånger                          | 131            |
| a22 | Pauls dröm                               | 137            |
| a23 | Två som försvunnit                       | 141            |
| a24 | Läxan och afskedet                       | 143            |
| b   | Aftonstormar                             | Aftonstormar   |
| b1  | På Falkby i Östergötland                 | 153            |
| b2  | Grefvinnan Ester                         | 159            |
| b3  | Familjen Bertelsköld år 1771             | 165            |
| b4  | Styfmor och styfson                      | 171            |
| b5  | Åskmolnet ljungar                        | 177            |
| b6  | Afskedet                                 | 183            |
| b7  | Vallflickans visa                        | 190            |
| b8  | Ett fädernesland på auktion              | 196            |
| b9  | Högsta anbudet                           | 202            |
| b10 | En audiens hos Gustaf III                | 208            |
| b11 | Paul Bertelskölds hemkomst               | 215            |
| b12 | Det farliga ämnet                        | 221            |
| b13 | Oförklarliga gåtor                       | 226            |
| b14 | Annalkande stormar                       | 233            |
| b15 | Remnan i isen                            | 239            |
| b16 | Stormen brister lös                      | 244            |
| b17 | Den gamla sagan om två bröder            | 250            |
| b18 | Svenska Botten                           | 256            |
| b19 | Konspiratör mot konspiratör              | 263            |
| b20 | Borgarefruarna                           | 269            |
| b21 | Riksens fruars bänk                      | 275            |
| b22 | Markisinnan Egmont                       | 281            |
| b23 | Stormstegen till ett hjärta              | 287            |
| b24 | Hat och kärlek                           | 294            |
| b25 | Konung Gustaf III                        | 300            |
| b26 | Bref och varningar                       | 306            |
| b27 | Intriger och spindelnät                  | 312            |
| b28 | Affären numero fem                       | 319            |
| b29 | Slutet på affären numero fem             | 325            |
| b30 | Än en försvunnen                         | 331            |
| b31 | Avisorna och deras publik                | 336            |
| b32 | Spindeln i nätet                         | 342            |
| c   | Morgonljusning                           | Morgonljusning |
| c1  | Mammons träldom                          | 357            |
| c2  | Konstellationen den 14 januari 1318      | 364            |
| c3  | I jägarehuset vid Brunnsviken            | 371            |
| c4  | Vid randen af evigheten                  | 377            |
| c5  | Den gamla och den nya människan          | 384            |
| c6  | Kampen om en människosjäl                | 391            |
| c7  | Två kvinnors kärlek                      | 399            |
| c8  | Frestaren i ödemarken                    | 407            |
| c9  | Första pröfningen                        | 414            |
| c10 | Konspiratören och handsekreteraren       | 422            |
| c11 | En stor skådespelare                     | 429            |
| c12 | En fest i Djurgården                     | 436            |
| c13 | De vises konung bland dårar              | 443            |
| c14 | Andra pröfningen                         | 451            |
| c15 | Den 18 augusti                           | 458            |
| c16 | Tomten med röda mössan                   | 465            |
| c17 | Den 19 augusti                           | 472            |
| c18 | Midtunder jubelropen                     | 479            |
| c19 | Ett namn                                 | 487            |
| c20 | Tredje pröfningen                        | 494            |
| c21 | Vid Flintas stuga                        | 502            |
| c22 | En afton i rosiga moln                   | 508            |
| c23 | Rikets morgon                            | 516            |
| c24 | Morgonljusning på Falkby                 | 522            |